# Lordomyrma furcifera
Lordomyrma furcifera is een mierensoort uit de onderfamilie van de Myrmicinae. De wetenschappelijke naam van de soort is voor het eerst geldig gepubliceerd in 1897 door Carlo Emery.
De soort was ontdekt bij Berlinhafen in Duits-Nieuw-Guinea (tegenwoordig Aitape in Papoea-Nieuw-Guinea).